# Ali Al Saadi
Ali Al Saadi est un footballeur international libanais, né le 20 avril 1986 à Beyrouth. Il évolue au poste de défenseur.

## Sélection nationale

### Buts en sélection
| Buts (5) en sélection de Ali Al Saadi au 21 mai 2012 | Buts (5) en sélection de Ali Al Saadi au 21 mai 2012 | Buts (5) en sélection de Ali Al Saadi au 21 mai 2012 | Buts (5) en sélection de Ali Al Saadi au 21 mai 2012 | Buts (5) en sélection de Ali Al Saadi au 21 mai 2012 | Buts (5) en sélection de Ali Al Saadi au 21 mai 2012 | Buts (5) en sélection de Ali Al Saadi au 21 mai 2012 | Buts (5) en sélection de Ali Al Saadi au 21 mai 2012 |
| no                                                   | Date                                                 | Sélection                                            | Lieu                                                 | Adversaire                                           | Évolution du score                                   | Résultat                                             | Compétition                                          |
| ---------------------------------------------------- | ---------------------------------------------------- | ---------------------------------------------------- | ---------------------------------------------------- | ---------------------------------------------------- | ---------------------------------------------------- | ---------------------------------------------------- | ---------------------------------------------------- |
| 1                                                    | 19 août 2009                                         |                                                      | Ambedkar Stadium, New Delhi                          | Inde                                                 | 1 - 0                                                | 1 - 0                                                | Nehru Cup                                            |
| 2                                                    | 22 août 2009                                         |                                                      | Ambedkar Stadium, New Delhi                          | Sri Lanka                                            | 2 - 1                                                | 3 - 4                                                | Nehru Cup                                            |
| 3                                                    | 23 juillet 2011                                      |                                                      | Stade Camille-Chamoun, Beyrouth                      | Bangladesh                                           | 3 - 0                                                | 4 - 0                                                | Éliminatoires coupe du monde 2014                    |
| 4                                                    | 15 novembre 2011                                     |                                                      | Stade Camille-Chamoun, Beyrouth                      | Corée du Sud                                         | 1 - 0                                                | 2 - 1                                                | Éliminatoires coupe du monde 2014                    |
| 5                                                    | 18 mai 2012                                          | 30e                                                  | Stade Camille-Chamoun, Beyrouth                      | Jordanie                                             | 1 - 2                                                | 1 - 2                                                | match amical                                         |
| 6                                                    | 8 juin 2012                                          |                                                      | Stade Camille-Chamoun, Beyrouth                      | Ouzbékistan                                          | 1 - 1                                                | 1 - 1                                                | Éliminatoires coupe du monde 2014                    |
| 7                                                    | 5 septembre 2016                                     | 46e                                                  | Stade Camille-Chamoun, Beyrouth                      | Afghanistan                                          | 1 - 0                                                | 2 - 0                                                | Match amical                                         |